# Thirty Years of Fun
Thirty Years of Fun (in italiano: 30 anni di risate) è un'antologia cinematografica del 1963 scritta e diretta dal documentarista Robert Youngson. La pellicola contiene vari spezzoni delle comiche e dei film di molte celebrità che ebbero il loro apogeo tra gli anni venti e trenta del Novecento, quali Charlie Chaplin, Stanlio e Ollio e Buster Keaton.
Il montaggio del film include parti delle precedenti antologie cinematografiche Cavalcata della risata, La parata dell'allegria ed Emozioni e risate tutte dirette sempre da Youngson.

## Le comiche di Stanlio e Ollio

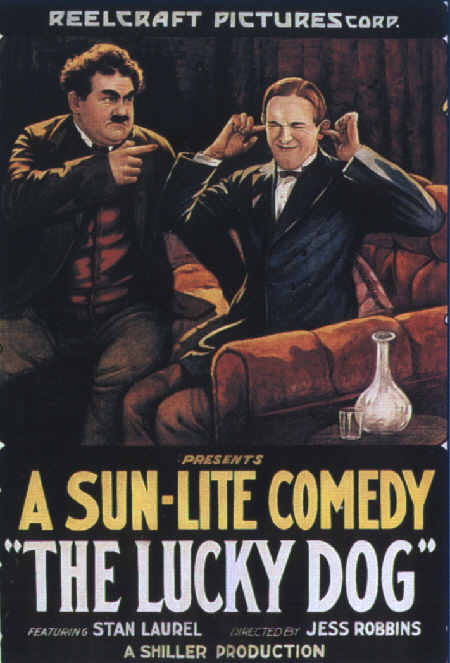
Laurel e Hardy nel film Cane fortunato

Presentando la coppia comica più famosa del XX secolo in America ovvero Stanlio e Ollio (Laurel & Hardy), Youngson introduce inizialmente parti di cortometraggi filmati da loro separatamente. Infatti prima dell'unione ufficiale nel 1927 Stan Laurel e Oliver Hardy interpretavano si ruoli di uomini goffi, buffi e combinaguai, ma con altre troupe e altri registi e produttori, perché non ancora si conoscevano perfettamente. Infatti la loro prima apparizione insieme sarà in Cane fortunato (The Lucky Dog) nel 1921 ma i due attori nutrivano allora solo rapporti di simpatia professionale. Stan nel film è un vagabondo giramondo e alquanto inetto che s'imbatte prima in un cagnolino che lo insegue dappertutto e poi in un noto bandito alquanto corpulento ma assai pasticcione (Hardy). Questi tenta di derubarlo ma Stan lo riesce ad eludere e scappa via assieme al cane. Nascostosi in una mostra canina, Stan incontra una bella e ricca ragazza che lo invita a pranzare in casa sua, dato che Laurel le ha appena salvato il bastardino da un'auto sulla strada. Tutto procede per il meglio nella magione della ragazza, finché non irrompono il bandito Hardy e un suo complice con l'intenzione di rapinare i presenti. Mentre Oliver è impegnato a cercare di far saltare le cervella a Stan, il complice accende la miccia di un petardo per far esplodere la cassaforte ma per una serie di vicissitudini esilaranti la bomba finisce in bocca al cane di Stan che si mette ad inseguire i due malviventi per tutta la casa finché non giunge nelle mani di Oliver il quale cerca di liberarsene il più velocemente possibile. Tuttavia egli corre in mezzo a delle frasche facendole saltare in aria, mentre Stan e i proprietari della casa se la ridono di cuore e ringraziano il cagnolino prodigio.
Nel 1923 Stan interpreta varie comiche assieme a Snub Pollard nelle quali impersona il classico personaggio fantoccio e pasticcione vittima dei soprusi dei più potenti che causa involontariamente una miriade di grattacapi alla polizia e ad alcuni passanti che purtroppo si trasformeranno nelle sue vittime di turno. In uno spezzone Stan è un venditore provvisto di ogni tipo di rimedio per le malattie, gira di strada in strada, di casa in casa per trovare qualche cliente.
Dopo alcuni equivoci insorti in un ospedale per sordo-muti, l'Agente Wire incomincia ad avere esperienza con i clienti: vende un rimedio ad un ubriaco che lo aveva scambiato per una bottiglia di whisky, un altro ad una signora facendole credere che permette al suo canarino di cantare (poi scoprendo che la moneta era falsa!).
In seguito pulisce in cambio di soldi pulisce un'intera automobile usando un altro rimedio, senza però neanche essere pagato.
L'ultimo cliente della giornata si dimostra un osso duro e fa vedere al nostro venditore cosa fa a tutti i piantagrane che si ritrova tra i piedi, comunque lo fa entrare.
Un secondo dopo Wire si ritrova a volare e atterrare sopra un cactus, colpito in pieno da una cliente già incontrata prima nell'ospedale dei sordo-muti, la quale abitava in quella casa.
Nel 1926 Stanley Laurel si ritrova a firmare la regia di molti cortometraggi, in alcuni dei quali è presente anche la figura del suo futuro compagno di comiche Oliver Hardy. In Wandering Papas Hardy imperversa in un cantiere di costruzione assieme allo sciocco e baffuto personaggio di Clyde Cook. Nei pressi di una valle sotto una grande montagna, sorge un'officina, vicino alla casa di un eremita, la cui figlia Susie è innamorata di un ingegnere del cantiere di nome "Cipolla". Intanto è ora di pranzo e tutti si affrettano nella mensa per prendere posto e aspettare le pietanze "un po' speciali" di un cuoco pasticcione (Cook). Clyde si rende conto di non avere il necessario per sfamare tutti gli operai, quindi di nascosto esce per andare a caccia di conigli e pesci. Tra un guaio e l'altro (una violenta contesa con una grande trota e lo spiacevole incontro con una puzzola scambiata per una lepre), Clyde si fa coraggio e rientra nell'officina.
Intanto Susie si sta incontrando con l'ingegnare capo della fabbrica per progettare una fuga.
Ormai scoraggiato Clyde decide di gettare la spugna e dichiara agli affamati che non è riuscito a procurarsi la selvaggina, ma promette di preparare una buona colazione il mattino seguente.
Il giorno dopo, mentre Clyde non guarda, l'eremita, che è entrato di nascosto in cucina, sabota i preparativi mescolando agli ingredienti polvere da sparo. Quando le frittelle vengono servite, mentre tutti le stanno tagliando, la quiete della sala si trasforma in un grande fragore, ma il botto più grande avviene quando il capo degli operai (Hardy) taglia il suo mucchio. La comitiva si trasforma in una vera e propria caccia all'uomo.
Nel frattempo l'eremita trova sulla tavola una lettera scritta da sua figlia che dichiara la sua fuga con l'ingegnere capo; così per cercarla mette in moto un treno dove si sono nascosti anche Clyde e i due amanti, che riescono a saltare giù appena in tempo. Ma il treno non è manovrabile e i due passano brutti momenti sulle rotaie, fino a che il convoglio non rimane bloccato alla fine delle rotaie che sono interrotte proprio alla fine del monte verso un enorme precipizio.
Clyde riesce a uscire dal treno e ad arrampicarsi su una sporgenza, ma alla vista di un orso si butta subito in fiume insieme all'altro.
Dal 1927 Laurel e Hardy, uniti sotto contratto dal loro produttore e creatore Hal Roach, inizieranno a girare le loro prime comiche interpretando personaggi aventi vari nomi diversi l'uno dall'altro, ma essendo dal pubblico già conosciuti come Stanlio & Ollio. Uno dei primi film girati dai due insieme sarà I due galeotti. Piccolo Gonzo (Stanlio) e Grande Gonzo (Ollio) sono stati incarcerati a causa di un furto ai grandi magazzini e stanno progettando la fuga, proprio il giorno in cui due ispettori francesi stanno per far visita alla prigione. Dopo un tentativo fallito i due finalmente riescono ad evadere travestendosi da imbianchini e imitando di pitturare qualsiasi cosa. Facendo ciò Stanlio e Ollio imbrattano vetrate di negozi, auto d'epoca e perfino il deretano di una signora, provocando i sospetti e di seguito le ire di un poliziotto. Travestitisi successivamente da nobiluomini, i due vengono scambiati dal direttore della loro prigione per gli ispettori esterni e quindi invitati a un pranzo di gala. Tuttavia Stanlio e Ollio non sanno nulla di buone maniere e di come ci si comporti a tavola e presto verranno riconosciuti. Successivamente Youngson monta il corto Battle of the Century, la famosa comica della guerra a base di torte in faccia, tuttavia la comica non è completa (vi sono infatti solo 10 minuti dei 19), dato che il regista stracciò i pezzi meno divertenti e ciò implicò negli anni futuri la perdita degli spezzoni esclusi. Stanlio e Ollio scommettono su un incontro di boxe che si tiene nella città e Oliver manda Stan come combattente (infatti viene soprannominato lo "Straccio Umano" a differenza dell'avversario chiamato "Colpo di Cannone"). Come non previsto da Ollio, Stanlio perde quasi subito e così è costretto a fare una polizza assicurativa per i successivi infortuni dell'amico, sia per prevenire incidenti che per guadagnare un po' di soldi dato che sono al verde. Mettendo una buccia di banana per strada però Ollio si accorge che non è stata presa dall'amico ma da un venditore di torte il quale, infuriato, gliene lancia una in faccia. Oliver si arrabbia e cerca di mirarlo con altre torte che però vanno a finire sul viso dei passanti.
Presto si scatena una baraonda senza precedenti che coinvolgerà l'intero quartiere e perfino lo stesso sindaco. Divenuti marinai, Stanlio e Ollio scendono a terra per una sosta pomeridiana e si incontrano con due belle ragazze che consigliano loro di andare a fare una gita in automobile. Stan e Oliver accettano e partono, tuttavia rimangono presto bloccati in un ingorgo formato sia dagli operai al lavoro sulla strada che da un camion al quale è finita la benzina. Stanlio e Ollio cominciano ad innervosirsi, e le amiche ancor di più e ciò implicherà una nuova battaglia tra i due e i conducenti delle auto. Sposatisi, Laurel e Hardy vengono costretti dalle mogli a rimanere in casa e ad uscire poco e in quei casi in loro compagnia. Ma un giorno quando un loro amico chiama da un night club di cui Stanlio e Ollio sono soci, i due amici non possono dire di no e così inventano una scusa per le mogli sul fatto che vanno a teatro per divertirsi. Proprio quel giorno il teatro citato dai due andrà in fiamme. Intanto i due passeggiando per strada incontrano due belle ragazze, in realtà fidanzate con un altro uomo, che richiamano la loro attenzione. Le due signorine invitano Stanlio e Ollio a bere un drink in casa loro, visto che Oliver ha aiutato una delle ragazze a recuperargli il cappello sotto un camion che lo ha mezzo investito, e i due accettano. Tuttavia i quattro alzano troppo il gomito nel bere e si ubriacano subito e quando il fidanzato delle ragazze rientra in casa per Stanlio e Ollio saranno guai amari e specialmente quando torneranno a casa, visto che le mogli si sono informate dell'incendio del teatro. Cercando lavoro come facchino e portinaio, Stanlio e Ollio giungono a Broadway nell'albergo più lussuoso della città. Infatti lì avrebbe alloggiato un noto rampollo tedesco assieme al primo ministro del Parlamento e Stanlio e Ollio gliene combineranno di cotte e di crude. Prima di tutto lo fanno precipitare due volte dall'ascensore senza accorgersene e poi gli strapperanno tutti i vestiti. Ma questo è niente perché dopo aver servito alla loro maniera qualche cliente e anche una nobile signora a cui hanno stracciato la minigonna, Stan e Oliver si metteranno anche a litigare coinvolgendo nella rissa non solo i clienti, il tedesco e il personale dell'hotel, ma anche una guardia e un tassista burbero.
Stanlio e Ollio sono due venditori porta a porta di alberi di Natale in California. Quando cercano di vendere un albero di natale ad un cliente (Finlayson), a causa di una serie di incomprensioni, alcuni incidenti porteranno alla distruzione e alla demolizione sia dell'auto dei nostri eroi, sia della casa del malcapitato cliente. Allora interviene un poliziotto. Che si commuove con Stanlio, Ollio e il cliente. Così perdona tutto. In realtà però Stanlio e Ollio fingevano di piangere e il poliziotto, accortosene, comincia a inseguirli.

## I film di Charlie Chaplin

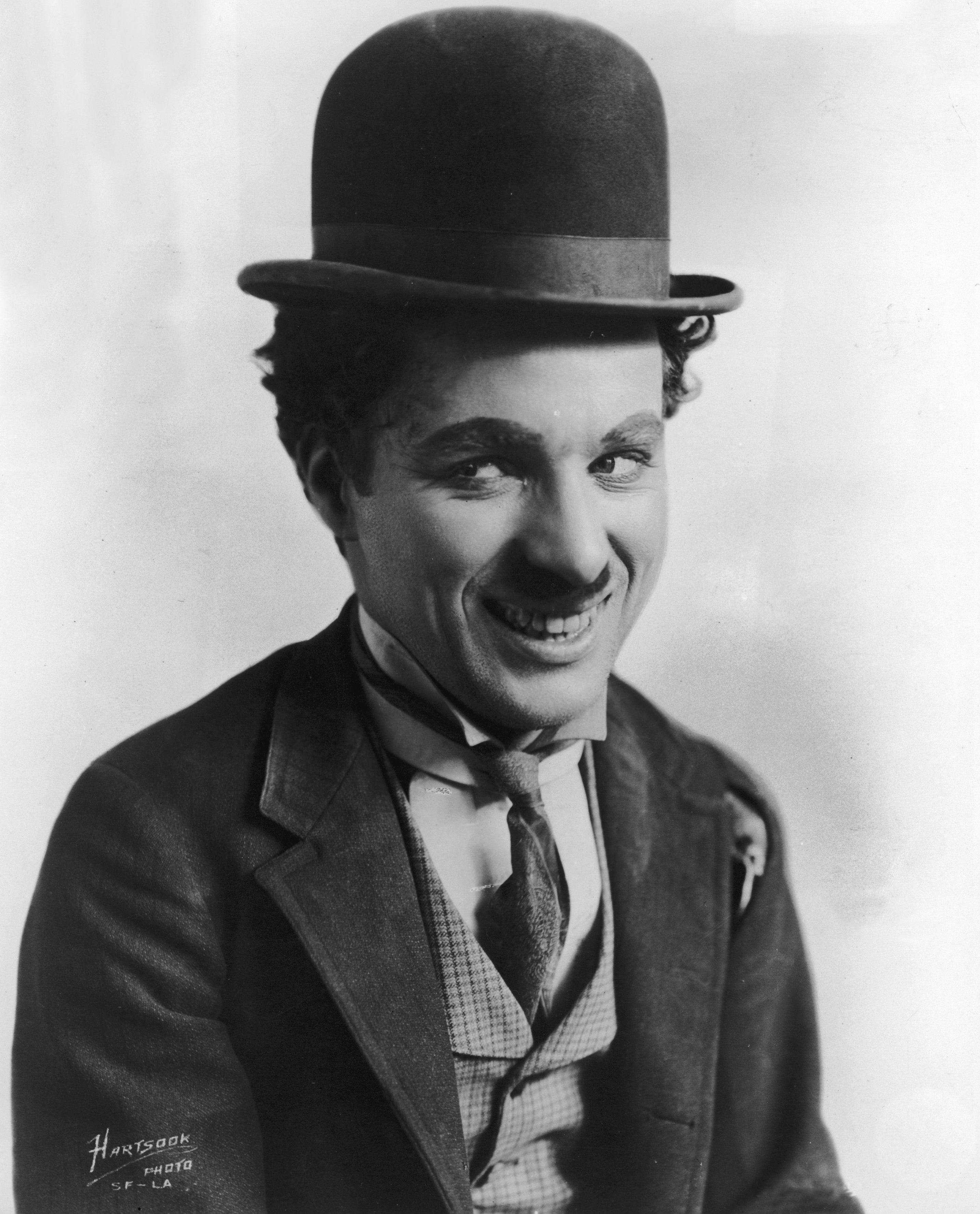
Charlie Chaplin nei panni di Charlot

Charlie Chaplin è noto per aver dato vita al suo personaggio di Charlot, uomo vagabondo che indossa una bombetta e abiti di taglia molto più grande della sua che lo rendono assai ridicolo ma allo stesso tempo degno di compassione. Completano il suo look delle enormi scarpe da clown mosse a m' di papera assieme ai piedi e un sottile bastone di canna di bambù con cui Charlot è solito giocare. Charlot nella storia del cinema è soprattutto noto per il suo modo di far ridere il pubblico esprimendosi con il linguaggio del corpo mediante le cadute e la capacità di compiere vari esercizi fisici, riusciti grazie alla sua elasticità del fisico esile e gracile; ma anche per la sua incredibile umanità. Infatti egli rappresenta nelle vesti in cui è la condizione dell'uomo povero e schiacciato dall'oppressione dei più potenti e dei malvagi che in ogni modo tentano di renderlo infelice in qualsiasi mezzo o privandolo di ciò che ha o rapendo l'unica cosa che gli dà conforto e amore: una fanciulla innocente con cui Charlot ha appena stretto amicizia.
Oltre a queste sfaccettature Charlot ritrae anche la figura del cavaliere sempre pronto a farsi avanti per aiutare i più bisognosi e le ragazze in difficoltà, non esitando per niente a frapporsi in una rissa o in un tentativo di rapimento sconfiggendo sempre il suo nemico o con pugni oppure con potenti calci; riuscendone infine massacrato e picchiato ma felice perché è riuscito a salvare la sua amata che ora lo può curare e dargli conforto. Insomma il personaggio di Charlot è noto per la sua continua evoluzione da un normale vagabondo buffone a un uomo dal cuore tenero e dall'animo cavalleresco e soprattutto rappresentante della crisi del suo tempo che colpisce il ceto medio-basso.
Mabel prega Charlot di procurarle un biberon per il loro piccolo.
La segretaria prega il collega di imbucarle la lettera d'amore che ha appena scritto per l'amante. Questi se la infila nella tasca del soprabito ma, quando alla tavola calda dove sta consumando la colazione verrà coinvolto nella rissa da Charlot che sedutogli accanto, anch'egli per consumare la propria, gli rovescerà malamente tutto addosso, abbandonando il locale scambierà inavvertitamente l'indumento.

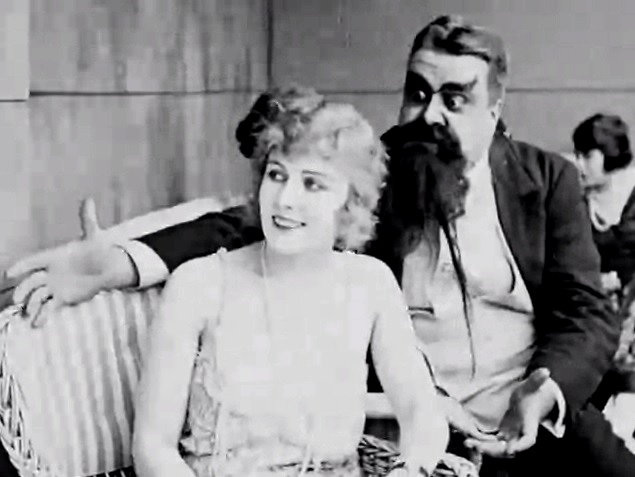
Edna Purviance e Eric Campbell

Rientrato dalla commissione Charlot si vedrà malmenato e costretto alla fuga da Mabel che gli troverà nelle tasche la lettera d'amore piuttosto che il poppatoio. Rinvenuto invece dalla moglie dell'altro che immagina un tradimento e per cui ricoprirà di legnate il marito proprio.
Charlot spiega l'equivoco e si fa restituire l'indumento ed il biberon per la pace di Mabel, restituendo a sua volta l'altrui soprabito con annessa lettera d'amore che finita nelle mani dell'altra riserverà un'ennesima punizione al rispettivo disgraziato marito.
Negli studios Keystone si sta girando la scena che prevede Charlot intervenga a fermare la mano assassina del cattivo che chinato sulla culla sta per trafiggere l'innocente bambino.
Ma Charlot si attarda con alcune fans accorse sul set. La scena viene ripetuta e ancora Charlot la rovina. Il regista furioso lo caccia.
Sul set compare un'affascinante attrice, presunta diva, calorosamente ricevuta dal regista che subito, nel promettergli la parte, ne saggia la disponibilità, ma un collaboratore fa sfumare il suo piano galante.
Viene sgomberato il camerino degli attori per uso personale della diva che si rivelerà essere Charlot travestito.
Compiaciuto per la figura rimediata dal regista, ma inseguito da tutta la troupe ridicolizzata fugge a gambe levate.
Una corsa di macchine di cartone per bambini filmata da una cinepresa vede Charlot entrare continuamente nel campo di ripresa della macchina nonostante i tentativi del regista di allontanarlo. Ma non è facile disfarsi del vagabondo…

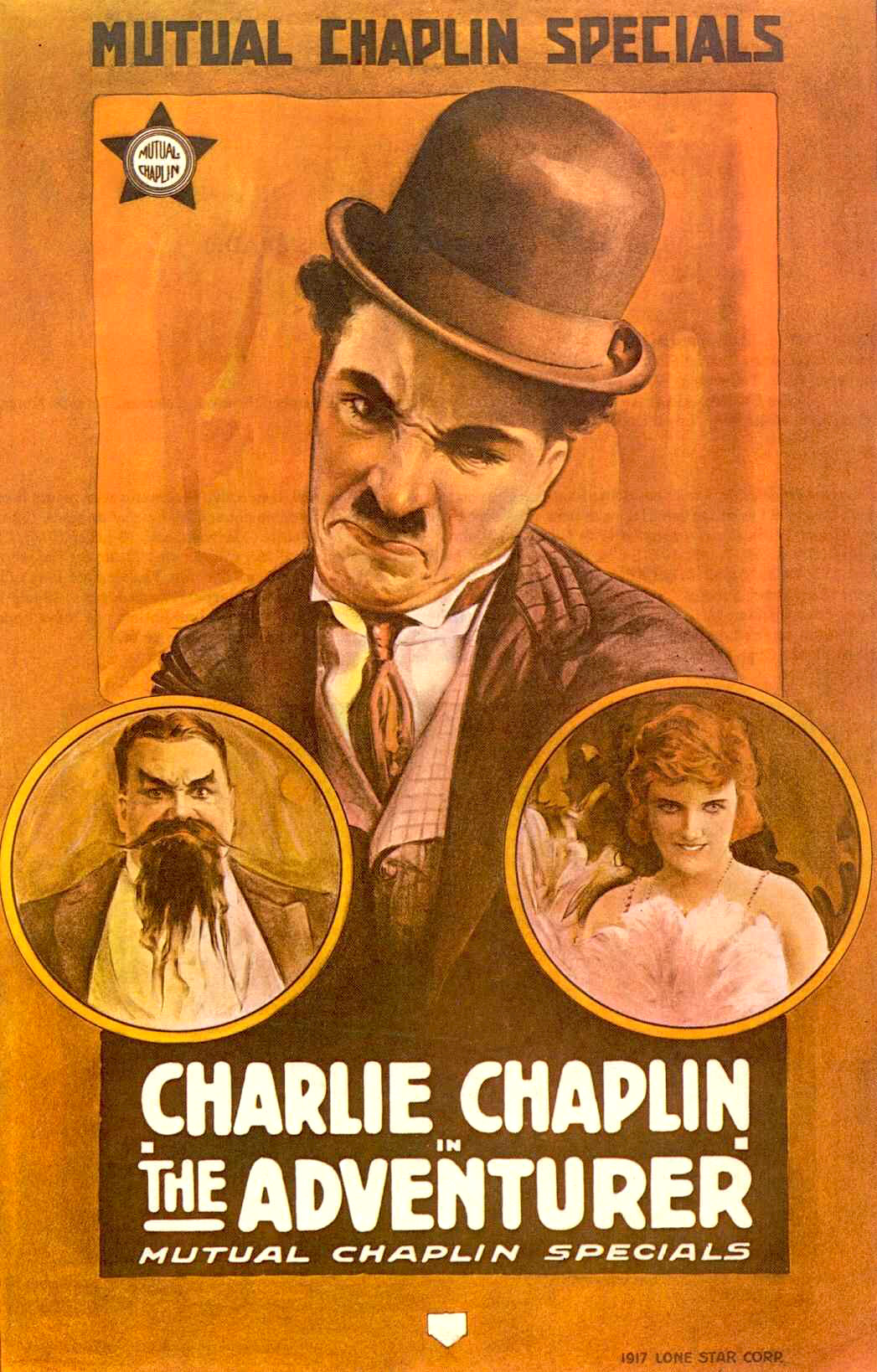
Locandina del film L'evaso

Charlot riesce rocambolescamente ad evadere da Sing Sing, ed a nuoto approda sulla spiaggia sottostante il molo dove la bella, il suo spasimante e la madre di lei si intrattengono in conversazione, quando inavvertitamente la madre finisce per cadere in acqua; la ragazza si dispera, il suo fidanzato codardamente non si butta nonostante gli inviti di lei che allora decide di tuffarsi in soccorso della genitrice, ma rischierebbe anch'essa l'affogamento se non intervenisse in suo soccorso Charlot, che recupererà anche la madre e sta per salvare anche il corpulento fidanzato di lei, tuffatosi finalmente, quando questi con violenza stordisce Charlot che privo di sensi finisce trasportato dalle onde sulla spiaggia dove sarà soccorso dallo chauffeur della ragazza e trasportato nella residenza della nobile famiglia di lei.
Si risveglia Charlot in un morbido letto come non ne ha probabilmente mai avuti in vita sua, e superato l'attimo di sconcerto quando la vista del pigiama a strisce che indossa gli fanno temere di essere nuovamente carcerato, si adatta perfettamente al tenore della nobile casa e si aggira elegante tra gli occupanti ed i loro invitati al quale la ragazza lo presenta come l'eroe che la salvò, suscitando la gelosia del suo fidanzato. La nobiltà, si sa, ama il ballo, la piacevole conversazione ed in entrambe le attività eccelle il nostro eroe, incontrando qualche difficoltà solo nella consumazione di un gelato, sulla terrazza, in compagnia della dolce sua conquista, quando gli scivolerà nei calzoni procurandogli un certo fastidio per liberarsi dal quale lo fa scivolare lungo l'estremità, andando a finire (il gelato) di sotto sulla schiena nuda di una grassa nobildonna e scivolandole sempre più giù; si prodigherà lo spasimante codardo a recuperare il gelato nel vestito della signora introducendovi le mani, suscitando lo sdegno e la reazione del marito che lo vorrebbe picchiare all'istante.
L'atteggiamento di Charlot desta sempre più sospetti, finché la reale sua identità sarà svelata al fidanzato della ragazza quando lo riconoscerà nella fotografia pubblicata in prima pagina sul quotidiano recante la notizia della sua fuga e delle ricerche in corso. Ci proverà Charlot a taroccare la fotografia aggiungendovi a matita barba e baffi rendendola più somigliante al fidanzato che a sé stesso, ma la polizia avvertita arriva sul posto dando origine ad una forsennata caccia all'uomo per braccare l'evaso ormai smascherato, tra la delusione della ragazza e la costernazione della di lei famiglia. Ma l'impresa di acciuffarlo sarà tutt'altro che agevole: ne va della propria libertà ed alla fine Charlot riuscirà a dileguarsi nuovamente.
Charlot è un ubriacone che va alle terme per depurarsi. Già l'arrivo del nuovo ospite allo stabilimento termale e il suo stato visibilmente alterato, denotano la predilezione di questi più all'alcool che all'acqua, per quanto curativa, e il baule al seguito come bagaglio, colmo di bottiglie di liquore, confermerà l'impressione, destando vivo interesse da parte del personale di servizio, in particolare di un vecchio e decrepito fattorino che avrà modo in seguito di apprezzare la qualità della personale collezione del cliente.
Le porte girevoli degli alberghi possono a volte creare difficoltà: Charlot rischia la decapitazione rimanendovi incastrato con la testa ed un grande e grosso cliente gottoso, dal piede fasciato, rischia di vederselo amputare coinvolto dai girotondi di Charlot nel tentativo di indovinare l'uscita dalla giostra involontaria.

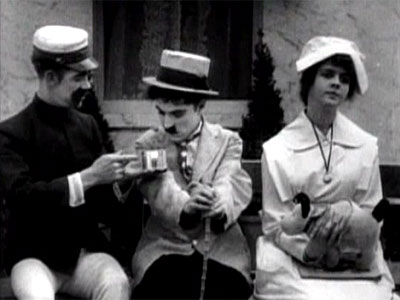
Una scena del film

Anche Charlot deve sottostare alle pensate dello staff e costretto ad aggregarsi alla comitiva di ospiti raccolta in piacevole conversazione intorno al pozzo da dove si attinge l'acqua curativa e diuretica la cui prima sorsata costringerà Charlot ad una precipitosa fuga per soddisfare un'impellente necessità fisiologica... una generosa sorsata di alcool quale antidoto all'aborrito liquido termale forzatamente ingollato. Il cliente gottoso ha un debole per le belle ragazze e quantunque non gradito si prodiga in galanterie con la graziosa ospite che non disdegna invece le generose attenzioni di Charlot, scambiato in un primo momento dal direttore termale quale responsabile del disturbo apportato alla ragazza, ma le precisazioni di questa generano le scuse della direzione che per sdebitarsi offre a Charlot un pacchetto di massaggi e bagni speciali.
Nel frattempo nella sua camera, il baule ed il suo contenuto proibito, in un simile centro di cura, viene scoperto e disperso fuori dalla finestra, finendo esattamente dentro il pozzo termale sottostante. Immediato il beneficio umorale degli ospiti. Quando Charlot, sfuggito dalle grinfie dell'erculeo, criminale massaggiatore, più simile ad un lottatore olimpico che dispensatore di benessere, farà ritorno nella sala dell'albergo troverà tutta la clientela scatenata in frenetiche danze, miracolata dagli effetti straordinari dell'acqua termale "aggiustata.
Tranne la graziosa ospite, unica sobria della comitiva, delle cui grazie e compagnia già se ne pregusta le delizie Charlot, che raggiungendola, finisce però involontariamente per cadere dentro il miracoloso pozzo termale, scomparendo alla vista della bella e degli spettatori.

## Elenco degli spezzoni delle comiche più famose inseriti nell'antologia
- Nota bene: l'elenco è proposto seguendo l'ordine annuario di uscita di ciascun film.

Da Cavalcata della risata:
- I due galeotti (1927)
- La battaglia del secolo  (1927)
- Marinai a terra (1928)
- Noi sbagliamo (1928)
- Agli ordini di sua altezza (1929)

Da Parata dell'allegria:
- Charlot papà
- The Masquerader (1914)
- Charlot ingombrante (1914)
- Big Business (1929)

Da Emozioni e risate:
- L'evaso (1917)
- La cura miracolosa (1917)
- Kill or Cure (1923)
- Wandering Papas (1926)